# Parapales luteicornis
Parapales luteicornis är en tvåvingeart som beskrevs av Louis-Paul Mesnil 1977. Parapales luteicornis ingår i släktet Parapales och familjen parasitflugor.
Artens utbredningsområde är Madagaskar. Inga underarter finns listade i Catalogue of Life.